# Franz Florian Goebel
Franz Florian Göbel (* 4. Mai 1802 in Jauernig, Österreichisch Schlesien; † 12. Februar 1873 in Jägerndorf, Österreichisch Schlesien) war ein österreichischer Unternehmer und Politiker.

## Leben
Göbel war der Sohn des Rasch- und Wollenzeugfabrikanten Franz Kaspar Göbel († 1818) und katholischer Konfession. Am 30. Juni 1828 heiratete er. Er hatte acht Kinder.
Göbel besuchte von 1812 bis 1816 das Gymnasium in Weißwasser und arbeitete danach bis 1820 in der väterlichen Rasch- und Wollenzeugfabrik in Jauernig. Zwischen 1820 und 1826 war er Färbergehilfe in verschiedenen Orten Deutschlands, seit 1824 in Görlitz. 1826 wurde er Inhaber einer fabrikmäßigen Färberei in Jägerndorf und blieb dies bis zu seinem Tode.
1848 wurde er in den Schlesischen Konvent gewählt. Vom 20. Mai 1848 bis zum 13. April 1849 vertrat er den Wahlkreis Österreichisch-Schlesien (Troppau, Jägerndorf) in der Frankfurter Nationalversammlung. Im Parlament blieb er fraktionslos und stimmte mit dem Zentrum. Er gehörte zu den Abgeordneten, die gegen die Wahl von Friedrich Wilhelm IV. zum Deutschen Kaisers stimmten. Ab September 1848 war er Mitglied im Allgemeinen Deutschen Verein zum Schutz der Vaterländischen Arbeit. Zwischen 1850 und 1864 war er Bürgermeister in Jägerndorf. Von 1867 bis 1869 gehörte er als Vertreter der Handels- und Gewerbekammer dem Schlesischen Landtag an.